# ISU-Challenger-Serie

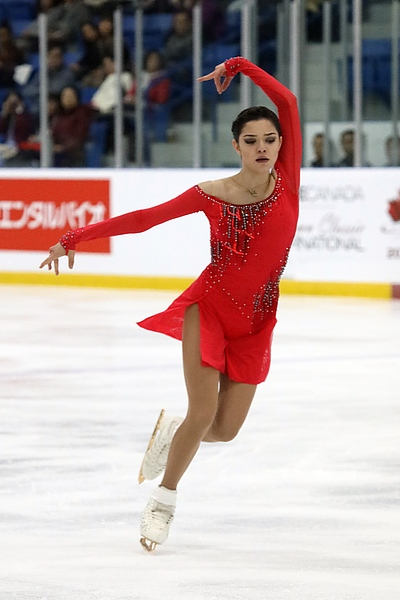
Jewgenija Medwedewa beim Autumn Classic International 2018

Die ISU-Challenger-Serie (englisch ISU Challenger Series in Figure Skating) ist eine Reihe von Wettbewerben im Eiskunstlauf, die von der Internationalen Eislaufunion (ISU) gefördert werden. Sie besteht aus zehn Wettbewerben in zehn verschiedenen Ländern, die von der jeweiligen nationalen Eislaufunion ausgerichtet werden. In jedem der Wettbewerbe werden mindestens drei der vier Teildisziplinen des Eiskunstlaufs – Einzellauf der Männer und Frauen, Paarlauf und Eistanz – ausgetragen. Verglichen mit der ISU-Grand-Prix-Serie bietet die ISU-Challenger-Serie eine niederschwelligere Möglichkeit, an internationalen Wettbewerben teilzunehmen und Weltranglistenpunkte zu erwerben. Die ersten Veranstaltungen der Challenger-Serie bilden den Auftakt der Wettbewerbssaison. Seit der Saison 2019/20 findet zusätzlich eine separate Challenger-Serie im Synchroneiskunstlauf statt.

## Wettbewerbe
Die Challenger-Serie besteht aus fünf festen und fünf wechselnden Wettbewerben. Die Kerngruppe sind die Nebelhorn Trophy, Finlandia Trophy, Ondrej Nepela Trophy und Golden Spin of Zagreb sowie ein Wettbewerb in den USA oder Kanada. Seit der Saison 2019/20 hat nur die Hälfte der Veranstaltungen einen Wettbewerb im Paarlauf, da dies die Disziplin mit den wenigsten Anmeldungen ist und so sichergestellt werden soll, dass für die einzelnen Wettbewerbe genügend Anmeldungen eingehen.
In der Saison 2024/25 besteht die Challenger-Serie aus folgenden Wettbewerben:
- Cranberry Cup International in Norwood, Vereinigte Staaten
- John Nicks International Pairs competition in New York City, Vereinigte Staaten
- Lombardia Trophy in Bergamo, Italien
- Nebelhorn Trophy in Oberstdorf, Deutschland
- Denis Ten Memorial Challenge in Astana, Kasachstan
- Budapest Trophy in Budapest, Ungarn
- Trophy Metropole Nice Côte d’Azur in Nizza, Frankreich
- Nepela Memorial in Bratislava, Slowakei
- Tallinn Trophy in Tallinn, Estland
- Warsaw Cup in Warschau, Polen
- Golden Spin of Zagreb in Zagreb, Kroatien

In vergangenen Jahren gehörten folgende Wettbewerbe zur Challenger-Serie:
- U.S. International Classic in Lake Placid, USA
- Cup of Austria (Icechallenge) in Graz, Österreich
- Mordovian Ornament
- Denkova-Staviski Cup
- Volvo Open Cup
- Ukrainian Open
- Asian Open Figure Skating Trophy
- Skate Canada Autumn Classic International
- Finlandia Trophy

## Geschichte
Die Challenger-Serie fand erstmals in der Eislauf-Saison 2014/15 statt. Sie vereinte ursprünglich 11 kleinere internationale Wettbewerbe, die bereits bestanden und teilweise schon eine jahrzehntelange Geschichte hatten.

## Regeln
Alle Einzelpersonen und Paare, die für einen ISU-Mitgliedsverband antreten und das Mindestalter für Wettbewerbe der Erwachsenen erreicht haben, können von ihrem jeweiligen Verband zur Challenger-Serie angemeldet werden. Jeder Verband kann pro Saison bis zu drei Personen bzw. Paare in jeder Wettbewerbsdisziplin anmelden – ausgenommen von dieser Begrenzung ist der Gastgeberverband, dem beliebig viele Plätze zur Verfügung stehen. Jede Person und jedes Paar kann pro Saison an bis zu drei Wettbewerben der Challenger-Serie teilnehmen.
Für die Ergebnisse aus der ISU-Challenger-Serie werden mehr Weltranglistenpunkte vergeben als für die anderen ISU-Wettbewerbe ähnlichen Niveaus (300/270/243 Punkte anstatt 250/225/203 Punkte für die ersten drei Ränge). Die drei Bestplatzierten im Jahresranking der Challenger-Serie erhalten zusätzlich ein Preisgeld.

## Challenger-Serie Synchroneiskunstlauf
Seit der Saison 2019/20 unterstützt die ISU eine Reihe von Wettbewerben im Synchroneiskunstlauf, die ebenfalls den Namen Challenger-Serie (Challenger Series in Synchronized Skating) trägt. Sie besteht aus bis zu fünf Wettbewerben pro Saison, von denen einer in Asien, einer in Nordamerika und drei in Europa stattfinden. In der Challenger-Serie für Synchroneiskunstlauf können im Gegensatz zur ISU Challenger Series in Figure Skating auch Jugendwettbewerbe ausgerichtet werden.
In der Saison 2012/22 bestand die Challenger Series in Synchronized Skating aus folgenden Wettbewerben:
- Hevelius Cup in Gdansk, Polen
- Lumière Cup in Eindhoven, Niederlande
- Marie Lundmark Trophy in Turku, Finnland
- U.S. Synchronized Skating International Classic in Norwood (Massachusetts), USA (abgesagt wegen zu weniger Anmeldungen)[6]
- French Cup in Rouen, Frankreich

In vergangenen Jahren gehörten folgende Wettbewerbe zur Challenger Series in Synchronized Skating:
- California Cup in Irvine, USA (aufgrund der COVID-19-Pandemie abgesagt[7])
- Asia Trophy in Hongkong
- Leon Lurje Trophy in Göteborg, Schweden
- Spring Cup in Sesto San Giovanni, Italien
- Mozartcup in Salzburg, Österreich